# Žrtvovanje
Žrtvovanje je religijski ritualni čin prinošenja žrtve božanskim ili demonskim silama, zajednički kod mnogih drevnih naroda i religija, da bi se ove umilostivile ili da bi im se zahvalilo na milosti.
Motiv za prinošenje žrtve je produžavanje, poticanje i ponovno uspostavljanje veze između ljudskog i božanskog. Često je svrha prinošenja žrtve dobivanje božje milosti ili ublažavanje božjeg gnjeva. Taj postupak je cijenjen u pojedinim kulturama i među pojedincima kao oblik služenja drugima i etički princip zaštite ugroženih.
Primitivni čovjek je vjerovao, da su bogovima drage ljudske žrtve. Zato su u najstarijoj ljudskoj prošlosti, kod pojedinih kultura prinošene, kao najvrjednije žrtve, najviše djeca, djevojke, mladenci, pa onda istaknute plemenske i vjerske starješine. Kako su ljudi sazrijevali u svom kulturno-civilizacijskom napretku, osviješteni i pametniji, prešli su na žrtve u robovima i ratnim zarobljenicima. Kasnije su se odricali „skupih“ žrtava u ljudima, prinoseći životinje, biljke, razne predmete, da bi sa stvarnih objekata prešli na simbole, kao što su vino, kruh i sl. kod današnjeg čovjeka i njegovih religija.

## Primarne žrtve i njihova podjela:
Krvne žrtve: ljudi, životinje, ptice
Beskrvne žrtve: plodovi, odjeća, novac, kruh, sol
Žrtve u piću: vino, rakija, mlijeko, ulje
Magijske
Ekspijatorne: kajanje, ispaštanje i sl.

## Kršćanstvo
U kršćanstvu, Bog se utjelovio kao Isus, žrtvujući svog Sina kako bi postigao pomirenje Boga i čovječanstva, koje se odvojilo od Boga grijehom (koncept istočnog grijeha). Prema gledištu koje se istaknulo u zapadnoj teologiji od početka drugog tisućljeća, Božja je pravda zahtijevala pomirenje čovječanstva s Bogom, da se ljudska bića vrate na svoje mjesto u stvaranju i spase od prokletstva. Međutim, Bog je znao da ograničena ljudska bića ne mogu izvršiti dovoljno pomirenja, jer je uvreda čovječanstva prema Bogu bila beskonačna, pa je Bog stvorio savez s Abrahamom, koji je ispunio kada je poslao svog jedinog Sina da postane žrtva za raskinuti savez. Prema ovoj teologiji, žrtva je zamijenila nedovoljnu žrtvu životinja iz Starog saveza; Krist, "Jaganjac Božji" zamijenio je janjeće žrtvovanje po Mojsijevom zakonu. 
Euharistija se smatra žrtvom. Od najranijih početaka kršćanstvo je u Isusovoj muci i smrti gledalo žrtvu, koja se u euharistijskom slavlju ponavlja na nekrvan način tj: koja se ponovno uprisutnjuje. U poslanici Hebrejima stoji sljedeće "Imamo žrtvenik s kojega nemaju pravo jesti služitelji Šatora." U 2. stoljeću u Didahe stoji sljedeće: "Na dan Gospodnji se skupljajte, lomite kruh i iznosite hvalu, pošto ste prethodno priznali vaše prijestupe, kako bi vaša žrtva bila čista. Svako koji je u svađi s bratom svojim neka ne dođe prije no što se pomiri s bratom svojim, kako vaša žrtva ne bi bila oskvrnjena." Ovakvo gledanje na euharistiju se u katoličkoj tradiciji zadržalo kroz stoljeća kao službeni nauk, tako da Tridentski sabor iznosi sljedeće ako službeni nauk: "Ova žrtva je prava žrtva pomirna". Prema katoličkoj teologiji za vrijeme mise žrtvu prinosi sam Isus Krist, koji se služi osobom svećenika i zato svećenik namjesto Isusa izgovara riječi: "Ovo je moje tijelo" i "Ovo je moja krv".
Koncept samožrtvovanja i mučeništva središnji je dio kršćanstva. U rimokatolicizmu često se nalazi ideja o pridruživanju vlastitog života i patnje Kristovoj žrtvi na križu. Tako se može ponuditi nenamjerna patnja, poput bolesti, ili namjerno prihvatiti patnju u djelima pokore.